# Ditadura Nacional
De Ditadura Nacional ("Nationale Dictatuur") was het Portugese regime dat begon met de verkiezing van president Óscar Carmona in 1928 (na alle onrust die de Revolutie van de 28ste mei met zich mee bracht) en eindigde met de goedkeuring van de nieuwe grondwet in 1933. Toen veranderde het regime zijn naam in Estado Novo ("Nieuwe Staat"). De Ditadura Nacional vormt samen met de Estado Novo de historische periode van de Tweede Portugese Republiek.